# جرالد جی ساسمن
جرالد جِی ساسمن (به انگلیسی: Gerald Jay Sussman) (متولد ۸ فوریه ۱۹۴۷) استاد کرسی پاناسونیک در رشته مهندسی برق در موسسه فناوری ماساچوست (MIT) است. او مدارک کارشناسی و دکترای ریاضیات خود را در سال‌های ۱۹۶۸ و ۱۹۷۳ از دانشگاه MIT دریافت کرد. ساسمن از سال ۱۹۶۴ در پژوهش‌های هوش مصنوعی در ام‌آی‌تی شرکت داشته است. پژوهش‌های او عمدتاً بر صورت‌بندی و خودکارسازی استراتژی‌های حل مسئله مورد استفاده دانشمندان و مهندسان به منظور بهبود شیوه‌های آموزشی در علم و مهندسی متمرکز بوده است. ساسمن همچنین در زمینه‌های زبان‌های برنامه‌نویسی، معماری کامپیوتر و یکپارچه‌سازی کلان‌مقیاس (VLSI) فعالیت کرده است.

## کارهای علمی
ساسمن (همراه با هارولد ابلسن و جولی ساسمن) از نویسندگان کتاب درسی مقدماتی علوم کامپیوتر ساختار و تفسیر برنامه‌های کامپیوتری است. این کتاب برای چند دهه در مؤسسه فناوری ماساچوست تدریس شده و به چندین زبان نیز ترجمه شده است.
ساسمن در جنبش نرم‌افزار آزاد هم فعال بوده است. از فعالیت‌های او در این جنبش انتشار اسکیم ام‌آی‌تی/گنو به عنوان یک نرم‌افزار آزاد است. او همچنین عضو هیئت مدیرهٔ بنیاد نرم‌افزار آزاد است.

## جوایز و سازمان‌ها
ساسمن به خاطر دستاوردهایش در آموزش علوم رایانه جایزه کارل کارلستورم ای‌سی‌ام برای آموزگاران برجسته را در سال ۱۹۹۰ دریافت کرده است. او هم‌چنین برنده جایزه ۱۹۹۱ عمار بوز برای تدریس است.
ساسمن، هارولد ابلسون و ریچارد استالمن تنها اعضای بنیانگذار بنیاد نرم‌افزار آزاد هستند که هنوز هم در هیئت مدیره این بنیاد فعال هستند.